# Sir Lancelot (videogioco 1984)
Sir Lancelot è un videogioco a piattaforme per Amstrad CPC e ZX Spectrum prodotto dalla Melbourne House, tramite una sua filiale britannica appena istituita chiamata Studio B.

## Modalità di gioco
Il giocatore manovra il personaggio di Sir Lancelot il quale deve esplorare una a una le ventiquattro stanze di un castello. All'interno di ognuna, il personaggio deve raccogliere tutti gli oggetti disponibili entro un breve periodo di tempo, evitando nello stesso tempo di imbattersi nei guardiani. Questi ultimi sono personaggi che si muovono all'interno di una stanza lungo un percorso predefinito, mentre gli oggetti da raccogliere sono facilmente identificabili da una luminosità ad intermittenza. Il personaggio di Sir Lancelot ha inizialmente a disposizione quattro vite le quali possono essere perse sia nel caso il personaggio tocchi uno dei guardiani sia nel caso venga superato il tempo massimo.
Il gioco può essere controllato sia con il joystick sia con la tastiera. I comandi sono solo tre: andare a destra, andare a sinistra e saltare.
L'area di gioco copre buona parte della parte alta dello schermo. Nella parte bassa è indicato il tempo mancante al termine vita, gli oggetti raccolti all'interno della stanza, la lettera alfabetica che identifica quest'ultima, le vite ancora a disposizione da parte del giocatore e il punteggio.

## Differenze tra le versioni per ZX Spectrum e Amstrad CPC
La versione per ZX Spectrum è a 16k, ha quindi requisiti minimi, quando ormai i giochi commerciali venivano solitamente prodotti per Spectrum 48k. Le stanze inoltre sono affrontate dal giocatore in maniera sequenziale. Nella versione per Amstrad CPC, invece, esiste una stanza aggiuntiva iniziale, denominata camera di teletrasporto di Merlino (Merlin's teleport chamber, in lingua inglese), che consente al personaggio di scegliere fra le altre ventiquattro stanze del castello.